# 西村清和
西村 清和（にしむら きよかず、1948年1月30日 - ）は、日本の美学者。学位は、文学博士（東京大学・論文博士・2010年）。東京大学名誉教授。元國學院大學文学部哲学科教授。

## 経歴
京都府京都市生まれ。
1966年3月、兵庫県立尼崎北高等学校卒業。
1971年6月、東京大学文学部（美学芸術学専修課程）卒業。
1974年3月、同学大学院人文科学研究科（美学芸術学専門課程）修士課程修了。
1976年5月、同研究科（美学芸術学専門課程）博士課程単位取得退学。同年6月、岡山大学法文学部助手（美学美術史）。
1977年6月から1979年3月まで、ミュンヘン大学にドイツ学術交流会奨学生として留学。
1979年7月、岡山大学法文学部講師。
1983年4月、埼玉大学教養学部助教授（芸術論）。1990年4月に同大学教授。
1997年8月から1998年4月まで、アメリカ合衆国コロンビア大学客員研究員（文部省在外研究）。
2004年4月、東京大学大学院人文社会系研究科教授（美学芸術学）。
2007年10月から2010年10月まで、美学会会長。
2010年、「イメージの修辞学－ことばと形象の交叉」で東京大学文学博士。
2012年、東京大学を定年退任し、名誉教授。
2013年、國學院大學文学部哲学科教授。2018年に定年退任。

## 受賞
1990年に『遊びの現象学』でサントリー学芸賞。

## 著書

### 単著
- 『遊びの現象学』勁草書房、1989
- 『フィクションの美学』勁草書房、1993
- 『現代アートの哲学』産業図書、1995
- 『視線の物語・写真の哲学』講談社選書メチエ、1997
- 『電脳遊戯の少年少女たち』講談社現代新書、1999
- 『イメージの修辞学 ことばと形象の交叉』三元社　2009
- 『プラスチックの木で何が悪いのか　環境美学入門』勁草書房、2011
- 『感情の哲学　分析哲学と現象学』勁草書房、2018
- 『幽玄とさびの美学　日本的美意識論再考』勁草書房、2021

### 共編著
- 『笑う人間/笑いの現在』松枝到共著 ポーラ文化研究所、1994
- 『近代日本の成立 西洋経験と伝統』高橋文博共編　ナカニシヤ出版　2005
- 『世界の芸術文化政策 放送大学大学院文化科学研究科 政策経営プログラム』笠原潔共編著　放送大学　2008

### 翻訳・編著
- K.W.F.ゾルガー 『美学講義』玉川大学出版部、1986
- シェリング『同一哲学と芸術哲学』伊坂青司共編 燈影舎 2006
- 『分析美学基本論文集』編・監訳　勁草書房、2015年